# Реадмісія
Реадмісія (від англ. to readmit — приймати назад) — це взаємні зобов'язання держав, які закріплюються у міжнародних угодах, прийняти назад власних громадян, а також громадян третіх країн та осіб без громадянства, які незаконно прибули на територію однієї з договірних сторін, або, прибувши законно, втратили підстави для легального перебування.

## Різновиди
Відмова від реадмісії своїх громадян — свідома політика деяких країн (наприклад, Китаю), які прагнуть до збільшення своєї діаспори за кордоном. Посольства таких країн відмовляються видавати своїм депортованим громадянам паспорти або свідоцтва на повернення. Ще проблематичнішим є повернення іноземців транзитних мігрантів.

## Юридичні механізми
Механізм примусу держав до реадмісії — двосторонні та багатосторонні угоди. Їх підписання — один із пріоритетів міграційної політики Євросоюзу. Україна, у свою чергу, також прагне укласти такі угоди з країнами основними постачальниками нелегальних мігрантів до України і транзитних мігрантів до Євросоюзу.

## Законодавчі параметри в Україні
В Україні усі параметри реадмісії окреслені у наказі Міністерства внутрішніх справ України № 158 від 16 лютого 2015 року «Про порядок реалізації компетентними та уповноваженими органами України міжнародних угод про реадмісію осіб»

### Прецеденти в Україні
12 лютого 2018 року в рамках даної процедури як перший прецедент у державі до Польщі був переправлений Міхеіл Саакашвілі.